# Оксид тулия(III)
Оксид тулия(III)  — бинарное неорганическое соединение тулия и кислорода с химической формулой Tm2O3.

## Получение
Оксид тулия(III) может быть получен путём окисления металлического тулия в атмосфере кислорода
{\displaystyle {\mathsf {4Tm+3O_{2}{\xrightarrow {}}\ 2Tm_{2}O_{3}}}}
или термическим разложением нитратов, оксалатов, сульфатов, карбонатов на воздухе выше 800—900 °C.

## Физические свойства
Оксид тулия(III) представляет собой бесцветные кристаллы. Имеет кубическую кристаллическую решетку типа NaCl (пространственная группа Ia3) с периодом решетки 1,4866 нм. При температурах выше 2280 °C кубическая решетка переходит в гексагональную с параметрами c = 0,604 нм и а = 0,378 нм.
Также образует моноклинную решетку (пространственная группа C2/m) с параметрами решетки а = 1,318 нм, b = 0,3447 нм, c = 0,8505 нм, β = 100o20', которая стабильна выше 1005 °C при внешнем давлении 4 ГПа. Метастабильная моноклинная фаза в оксиде тулия может быть получена путём закалки с последующим снятием давления.
При температурах выше 1500 °C в вакууме, среде инертного газа или водорода теряет незначительное количество кислорода до состава Tm2.00O2.80.
Является антиферромагнетиком с шириной запрещенной зоны 5,1 эВ и магнитной восприимчивостью 78340∙10−6 см3/моль.
Имеет следующие физико-механические свойства:
- Коэффициент Пуассона 0,292
- Модуль упругости 162,2 ГПа
- Модуль сдвига 62,9 ГПа
- Прочность на изгиб 138 МПа

## Применение
Используется в качестве рабочей формы изотопа Tm-170 в радиоизотопных источниках энергии с удельной мощностью 2-3 Вт/г или объемной мощностью 18-27 Вт/см3.
Как активатор в люминофорах.
В качестве активной примеси волоконных световодов на основе кварцевого стекла с областью люминесценции 1,7-1,9 мкм. Также в лазерах на иттрий-алюминиевом гранате с длиной волны излучения 1,9-2,1 мкм.